# Ormosia lilliana
Ormosia lilliana là một loài ruồi trong họ Limoniidae. Chúng phân bố ở miền Tân bắc.